# Сенді Щікс: Порятунок Бікіні Боттом
«Се́нді Щі́кс: Поряту́нок Бікі́ні Бо́ттом» (англ. Saving Bikini Bottom: The Sandy Cheeks Movie) — американський анімаційний комедійний фільм 2024 року режисерки Лізи Джонсон та сценаристів Тома Стерна й Каза Прапуоленіса, створений за мотивами анімаційного телесеріалу «Губка Боб Квадратні Штани» Стівена Гілленбурга. У центрі сюжету опиняються білка Сенді Щікс та Губка Боб, які подорожують до штату Техас, батьківщину Сенді, з метою врятувати Бікіні Ботом. Ця стрічка є першим спінофом у серії анімаційних фільмів про Губку Боба.
Прем'єра мультфільму відбулася на стримінговому сервісі Netflix 2 серпня 2024 року та отримала змішані відгуки від критиків.

## Сюжет
Коли Бікіні Боттом зникає з дна океану, білка-науковиця Сенді Щікс і її друг Губка Боб Квадратні Штани вирушають у Техас, щоб урятувати своє місто.

## У ролях
| Актор                 | Актор українського дубляжу | Роль                                          |
| --------------------- | -------------------------- | --------------------------------------------- |
| Каролін Лоренс        | Олена Борозенець           | Сенді                                         |
| Том Кенні             | Євген Локтіонов            | Губка Боб; равлик Гері                        |
| Містер Лоренс         | Андрій Альохін             | Планктон; Ларі                                |
| Мері Джо Катлетт      |                            | Пафф                                          |
| Кленсі Браун          | Сергій Озіряний            | Крабс                                         |
| Білл Фейджербакк      | Сергій Солопай             | Патрік                                        |
| Роджер Бампасс        | Дмитро Вікулов             | Сквідвард                                     |
| Іліа Ізореліс Пауліно | Анастасія Назарова         | Фібі                                          |
| Метті Кардаропл       | Артур Проценко             | Кайл                                          |
| Ванда Сайкс           | Вікторія Білан-Ращук       | Су Намі                                       |
| Джамарія Девіс        |                            | юна Су Намі                                   |
| Джилл Толлі           |                            | Карен                                         |
| Крейг Робінсон        | Євген Сінчуков             | Татко Щікс                                    |
| Ґрей ДеЛісл           | Лариса Руснак              | Мамця Щікс; Бабця Щікс; Роуді Щікс; Розі Щікс |
| Джонні Ноксвілл       |                            | Ренді Щікс                                    |

Додаткові ролі дублювали: Дмитро Рассказов, Вероніка Дорош, Наталія Надірадзе, Борис Георгієвський, Єсенія Селезньова, Михайло Пулянський, Денис Жупник, Володимир Трач, Валентина Скорнякова, Євген Анишко, Анастасія Жилко.

## Українське дублювання
Серіал дубльовано студією Le Doyen на замовлення компанії Netflix у 2024 році.
- Режисерка дубляжу: Анна Пащенко
- Перекладач: Павло Голов
- Спеціаліст з адаптації: Павло Голов
- Музична редакторка: Тетяна Піроженко
- Перекладачка пісень: Анна Пащенко
- Звукооператор: Богдан Єрьоменко
- Спеціаліст зі зведення звуку: Олег Кульчицький
- Менеджерка проєкту: Аліна Гаєвська

## Випуск
Увесь фільм був «злитий» у мережу 21 січня 2024 року у вигляді відео в соціальній мережі X. Повноцінний реліз відбувся 2 серпня того ж року на стримінговому сервісі Netflix.

## Сприйняття
На сайті агрегатора рецензій Rotten Tomatoes 62% з 13 рецензій критиків є позитивними, а середня оцінка — 4,6/10. Кетрін Брей з «The Guardian» оцінила фільм на три з п'яти зірок. Вона високо оцінила його розважальну цінність і привабливість для юної аудиторії та зробила висновок: «Для широкого загалу глядачів він, можливо, не є настільки емоційно насиченим, але, як і сам Губка Боб, він повністю підходить». Тесса Сміт з «Mama's Geeky» похвалила фільм за його гумор, анімацію та історію і сказала: «“Сенді Щікс: Порятунок Бікіні Ботом” містить ті самі жарти, до яких звикли фанати Губки Боба, але також розповідає зворушливу історію і дозволяє глядачам нарешті познайомитися з Сенді та дізнатися, звідки вона походить». Адам Ґрем з «The Detroit News» поставив фільму трійку. Він вважає, що фільм зберіг нешанобливий гумор серії, але не має зв'язку з ним, і критикує його за низьку якість кінцевого продукту. Баррі Левітт з «The Daily Beast» дуже не сподобався фільм, посилаючись на те, що в ньому відсунуті на другий план головні герої, недостатньо розвинені нові персонажі, тьмяна анімація та сценарій. Він сказав: «Сенді завжди була чудовою, хоч і недооціненою частиною Бікіні Ботом, але фільм не приділяє їй тієї уваги, на яку вона по праву заслуговує. Його початковий потенціал змивається дешевими жартами, нецікавим сюжетом і відразливою анімацією».